# William Lamb Picknell
William Lamb Picknell (Hinesburg, 23 ottobre 1853 – Marblehead, 8 agosto 1897) è stato un pittore statunitense,  che visse a lungo in Francia. Non va confuso con il paesaggista americano George W. Picknell, nato nel 1864 a Springfield nel Vermont, e morto nel 1943 a Silvermine, una colonia d'artisti vicino a New Canaan nel Connecticut, il quale aveva anch'egli trascorso lunghi periodi in Francia.

## Biografia
Figlio d'un pastore battista, rimase orfano all'età di 14 anni e fu accolto nella famiglia di uno dei suoi zii a Chelsea, vicino a Boston. Qui fece amicizia con Edward Waldo Emerson, figlio del saggista, filosofo e poeta Ralph Waldo Emerson. Fu subito messo a lavorare come commesso in un negozio di fotografie da inquadrare.
All'età di 18 anni riuscì con difficoltà a persuadere lo zio a lasciarlo partire per l'Europa. Lo zio gli diede  quindi 1 000 dollari, residuo dell'eredità del padre, precisando che non avrebbe più avuto da lui alcun aiuto finanziario.
In Europa fu a Roma nel 1873-1874, ove si dedicò alla pittura, iniziatovi dal pittore George Inness, poi si trasferì a Parigi presso la Scuola di belle arti, a seguito di Jean-Léon Gérôme. Consigliato da Robert Wylie, egli soggiornò quattro anni a Pont-Aven (all'hotel Julia, che riempì di dipinti
) e a Concarneau.
A partire dal 1876, egli espose le sue opere al Salone di pittura e scultura di Parigi, ove fu il primo paesaggista americano a distinguersi e ove ricevette una menzione onorevole nel 1880 per la sua La route de Concarneau. 
(Ph; Bubty, Le Salon, " Le Salon (Paris. 1880)")
Egli soggiornò poi due inverni in Inghilterra, nella regione del Parco nazionale New Forest, dopo di che rientrò negli Stati Uniti, stabilendosi a Waltham (Massachusetts), ma viaggiando in tutto il Paese, specialmente in Florida e in California. Nel 1889 sposò Gertrude Pouvoirs e ritornò in Francia, soggiornando a Grez-sur-Loing, Moret-sur-Loing e Antibes, per tornare nuovamente negli Stati Uniti nel 1897, ove trascorse l'ultimo anno di vita..

## Opere
- Le matin sur le littoral méditerranéen (olio su tela, museo d'Orsay)[5]
- La route de Concarneau, 1880, Corcoran Gallery
- Pêcheur, 1882
- Lande de Kerran, Finistère, 1877
- The opium den (1881)[6]
- Matin sur le Loing à Moret, verso il 1895
- Jour gris, Moret (verso il 1895)[7]
- Bords du Loing, verso il 1895
- In the olive grove[8]
- Meadow path[9]
- Hivernal Mars (musei nazionali di Liverpool)[10]
- Mountain Landscape With Coach[11]
- Annisquam[12]

## Galleria d'immagini

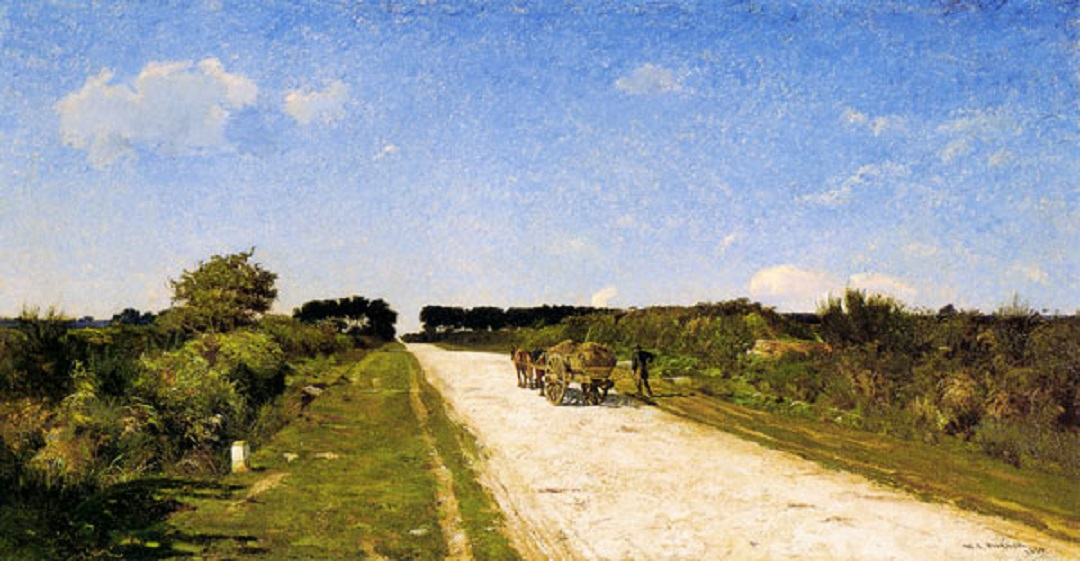
La route de Concarneau o Le chemin de Concarneau (1880)
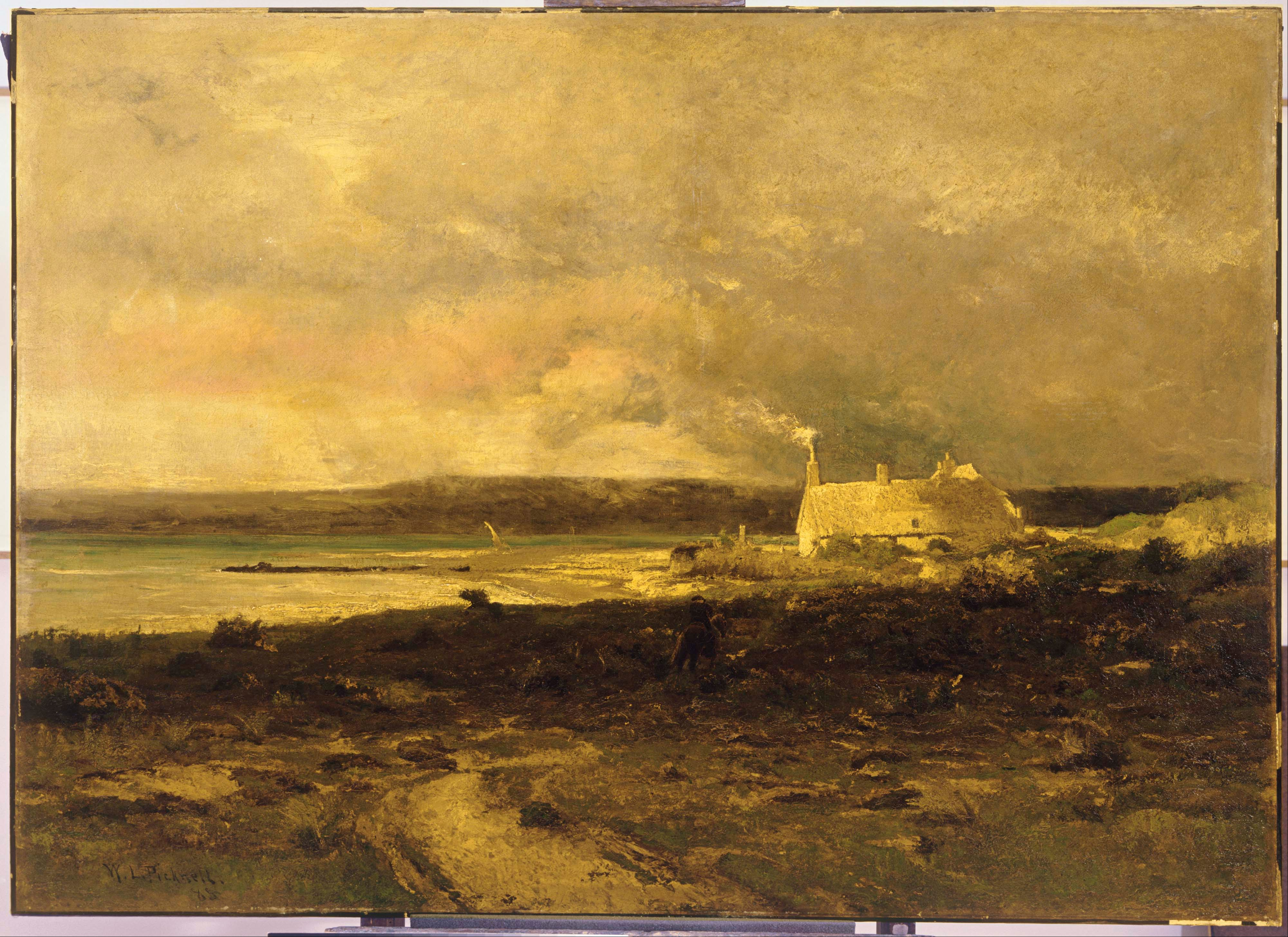
Cottage by the sea (1885)
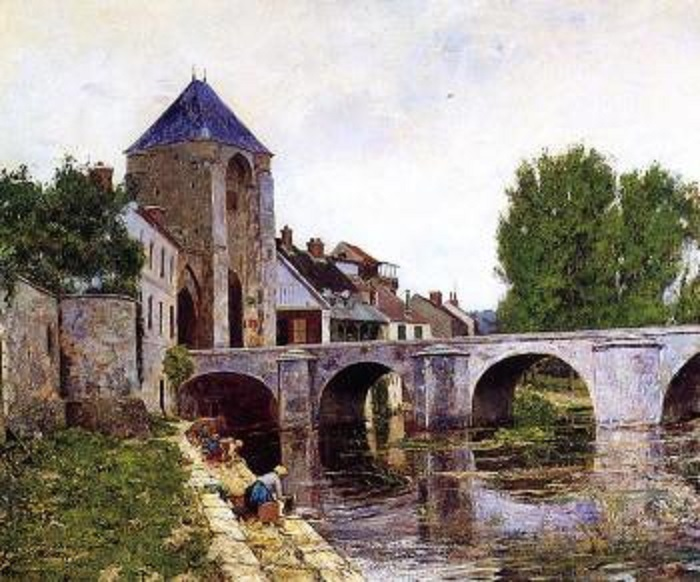
Jour gris, Moret (verso il 1895)
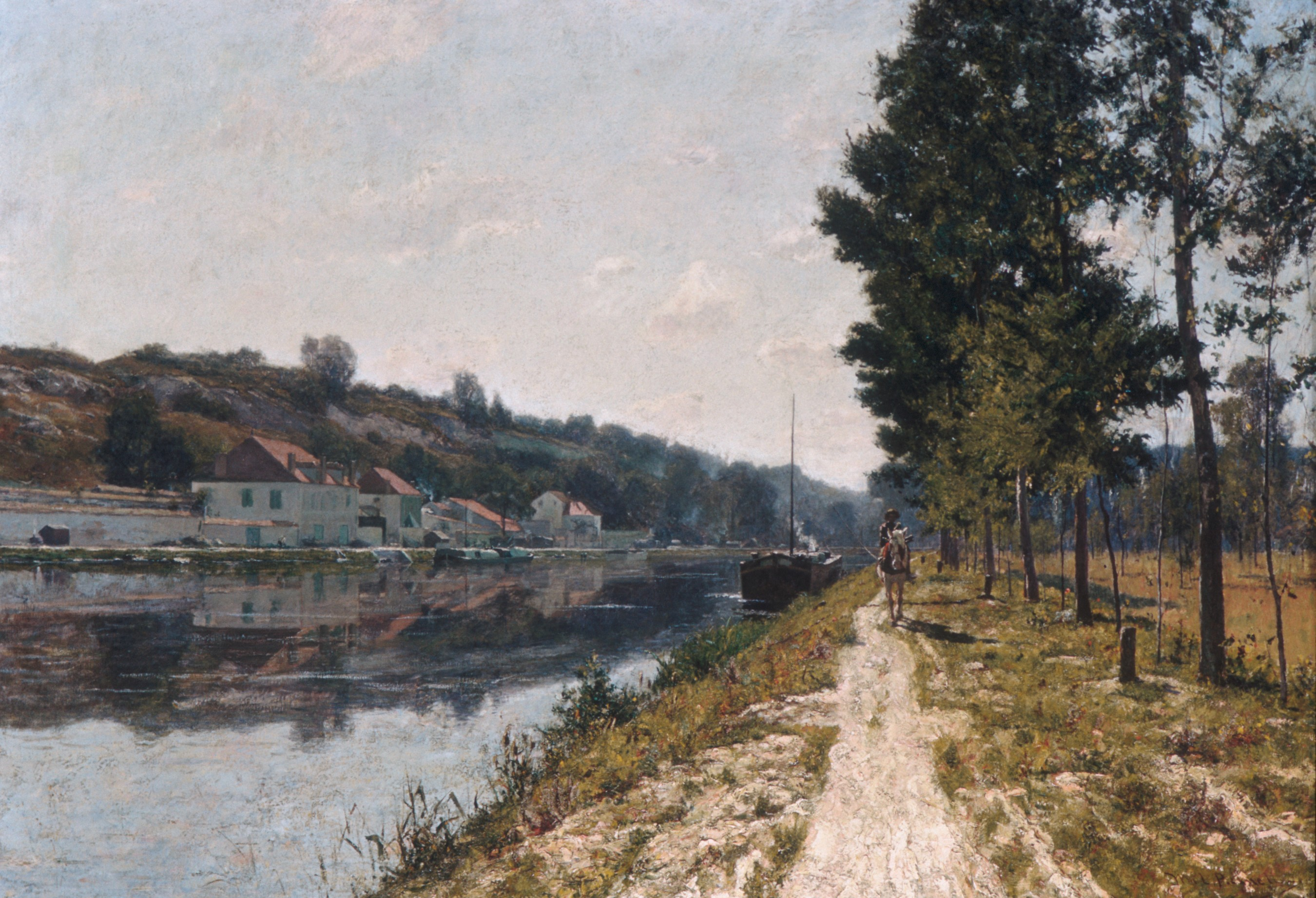
Banks Loing (Rives du Loing) (tra il 1894 e il 1897)
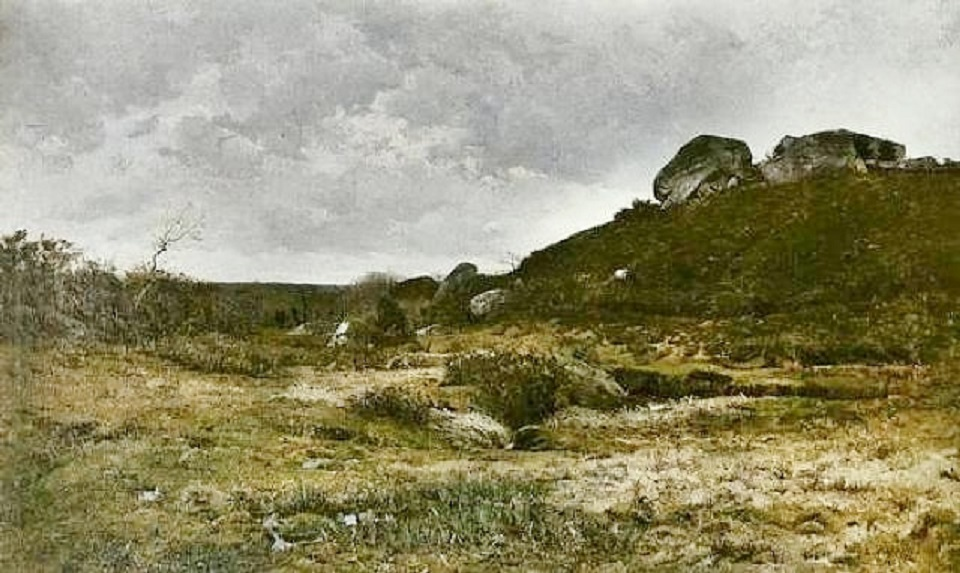
La lande de Kerran (Finistère) (1897)